# Ion Pavel
Ion Pavel (Ionel S. Pavel)  (n. 14/27 martie 1897, București – d. 6 martie 1991, București) a fost un medic diabetolog român, profesor la Clinica de Boli de Nutriție și Diabet din cadrul Spitalului Cantacuzino, membru corespondent al Academiei Române din 1963, devenind membru titular al Academiei Române din 1990, membru corespondent al Academiei de Medicină din Paris din 1976.
Principale domenii de activitate au fost diabetul și fiziopatologia biliară. Este considerat fondatorul diabetologiei românești. În 1939 profesorul universitar dr. Ion Pavel inițiază „Registrul de Diabet”. În 1944 publică monografia Le Diabète, prima de acest gen din România și printre puținele publicate în lume, pentru care primește în 1946 premiul Academiei de Știință de la Paris. În 1941, la Spitalul Cantacuzino, el înființează Centrul antidiabetic care ulterior se transformă în Clinica de diabet, iar centrul antidiabetic se mută de la Spitalul Colțea la Spitalul Cantacuzino.
Numele de Ionel Pavel este întâlnit rar; I. Pavel a semnat lucrările sale sub numele de Ion Pavel.

## Eponime legate de Ion Pavel
Colecistatonia Chiray-Pavel (în franceză cholécystatonie de Chiray-Pavel) sau  sindromul Chiray-Pavel, boala Chiray-Pavel este o stază funcțională a colecistului, cauzată de o hipotonie a vezicii biliare, observată la subiecții simpaticotonici, fiind constituțională și adesea ereditară.

## Premii și distincții
- Premiul Martin-Damourette în 1926 pentru lucrările sale (în colaborare cu M. Chiray) despre contractilitatea veziculei biliare.
- Premiul Montyon al Academiei de Științe din Paris în 1927 pentru cartea "La vésicule biliaire et ses voies d’excrétion", (în colaborare cu M. Chiray).
- Premiul Dagnan-Bouveret de la Institut de France în 1947 pentru cartea "Les ictères".
- Premiul Dragovitch al Academia de Științe din Paris în 1964 pentru cartea "Le diabète", publicată  în 1944, cu noi ediții în 1955, 1965 și 1974.